# Сюзанна Ли
Сюза́нна Ли (англ. Suzanna Leigh; 26 июля 1945, Лестер — 11 декабря 2017, Уинтер-Гарден) — британская актриса кино и телевидения.

## Биография
Сандра Эйлин Энн Смит (настоящее имя актрисы) родилась 26 июля 1945 года в городе Лестер (графство Лестершир, Англия), но выросла в графстве Беркшир. Её отец занимался производством автомобильных двигателей. С 1956 года начала сниматься в кинофильмах, с 1963 года — в телесериалах. Однако востребованной актрисой Ли так и не стала: за 18 лет (1956—1974) она снялась всего в шестнадцати кинофильмах (в первых четырёх — без указания в титрах), одном телефильме (французском) и одиннадцати эпизодах восьми сериалов. В 1978 году последовала гостевая роль в одном эпизоде сериала The Chiffy Kids, в 2015 году — небольшая роль в кинофильме Grace of the Father, и на этом кинокарьера Ли была завершена.
Свой актёрский псевдоним актриса взяла в честь своей крёстной матери, известной английской актрисы Вивиан Мэри Хартли (1913—1967), которая тоже не стала сниматься под своим настоящим именем, а взяла себе псевдоним Вивьен Ли; а дочь свою назвала Сюзанна.
В середине 1960-х годов актриса переехала в Голливуд, где снялась в паре фильмов, но затем вернулась в Англию.
В 1972 году Ли вышла замуж за мужчину по имени Тим Хью-Уильямс, у пары родилась дочь, которую назвали Наталия (стала актрисой); в 1982 году последовал развод. По состоянию на конец 1990-х годов Ли жила на съёмной квартире в бедном пригороде Лондона с дочерью и собакой.
В 2000 году свет увидела автобиография Ли, озаглавленная «Рай в стиле Сюзанны» (англ. Paradise, Suzanna Style), что является отсылкой к самому известному фильму, в котором она снялась за свою жизнь — «Парадиз по-гавайски» (1966).
В сентябре 2016 года врачи диагностировали у Ли рак печени в последней, самой запущенной стадии. От этого заболевания актриса и скончалась 11 декабря 2017 года в городе Уинтер-Гарден (штат Флорида, США).

## Избранная фильмография
Широкий экран
- 1956 — Шёлковое дело[англ.] / The Silken Affair — эпизод (в титрах не указана)
- 1958 — Мальчик-с-пальчик / tom thumb — подтанцовка в номере «Танцующие башмаки» (в титрах не указана)
- 1960 — Оскар Уайльд[англ.] / Oscar Wilde — эпизод (в титрах не указана)
- 1963 — Бомба на Хай-стрит[англ.] / Bomb in the High Street — Джеки
- 1965 — Девушки для удовольствий[англ.] / The Pleasure Girls — Ди
- 1965 — Боинг-Боинг[англ.] / Boeing Boeing — Вики Хокинс
- 1966 — Парадиз по-гавайски / Paradise, Hawaiian Style — Джуди Хадсон
- 1966 — Смертельные пчёлы[англ.] / The Deadly Bees — Вики Роббинс
- 1967 — Беспощаднее мужчин[англ.] / Deadlier Than the Male — Грейс
- 1968 — Затерянный континент[англ.] / The Lost Continent — Юнити Уэбстер
- 1968 — Уловка[англ.] / Subterfuge — Донетта
- 1971 — Страсть к вампиру / Lust for a Vampire — Джанет Плейфэйр
- 1972 — Зверь[англ.] / The Fiend — Пэдди Линч
- 1974 — Сын Дракулы[англ.] / Son of Dracula — Амбер

Телевидение
- 1963 — Сентиментальный агент[англ.] / The Sentimental Agent — Джин (в эпизоде Never Play Cards with Strangers)
- 1964 — Святой[англ.] / The Saint — Лилла Макэндрю (в эпизоде The Wonderful War)
- 1966 — Пьеса по средам[англ.] / The Wednesday Play — Элейн (в эпизоде A Tale of Two Wives)
- 1968 — Путешествие в Неведомое[англ.] / Journey to the Unknown — Вики (в эпизоде One on an Island)
- 1971 — Сыщики-любители экстра-класса / The Persuaders! — Эмили Мейджор (в эпизоде Chain of Events)